# 파타고니아친칠라생쥐
파타고니아친칠라생쥐(Euneomys chinchilloides)는 비단털쥐과에 속하는 남아메리카 설치류이다. 아르헨티나와 칠레 남단의 티에라델푸에고 제도와 근처에서 발견된다.